# Pleolophus sapporensis
Pleolophus sapporensis là một loài tò vò trong họ Ichneumonidae.